# Alexander I. (Jugoslawien)

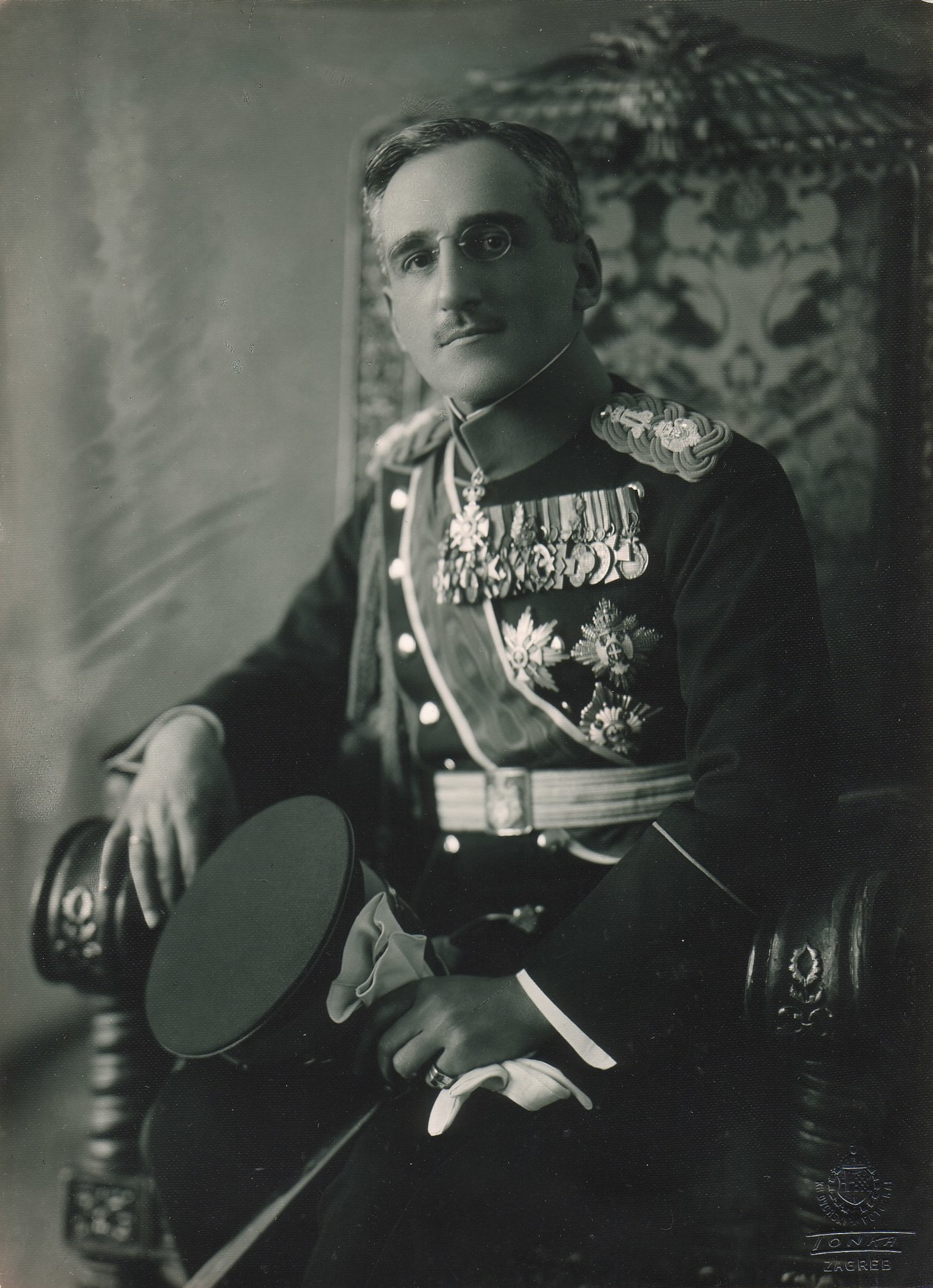
Alexander I. von Jugoslawien

Alexander I. Karađorđević (serbisch Александар I Карађорђевић Aleksandar I Karađorđević; genannt Ujedinitelj („Der Vereiniger“); * 4. Dezemberjul. / 16. Dezember 1888greg. in Cetinje, Fürstentum Montenegro; † 9. Oktober 1934 in Marseille, Frankreich) aus dem Haus Karađorđević, war von 1914 bis 1918 der Prinzregent von Serbien und von 1921 bis 1934 der König Jugoslawiens. 1929 setzte er die Verfassung außer Kraft und proklamierte die Königsdiktatur. Alexander starb durch ein Attentat.

## Leben

### Kindheit und Jugendzeit
Prinz Alexander von Serbien wurde am 4. Dezemberjul. / 16. Dezember 1888greg. im montenegrinischen Cetinje geboren. Er war der vierte Nachkomme und zweite Sohn des im Exil lebenden serbischen Prinzen Peter Karađorđević und dessen Gemahlin Zorka von Montenegro, Tochter des Fürsten Nikola von Montenegro.
Seine Jugendjahre verbrachte Alexander in Montenegro, 1894 ging sein verwitweter Vater mit den Kindern in die Schweiz, die dort ihre Schulbildung absolvierten. Gemeinsam mit seinem älteren Bruder Prinz Georg wurde er anschließend am Pagenkorps in Sankt Petersburg militärisch ausgebildet. Nach dem Sturz der Dynastie Obrenović infolge eines Staatsstreichs aufständischer Offiziere im Mai 1903 wurde sein Vater als Peter I. zum neuen König von Serbien proklamiert, und Alexander kehrte gemeinsam mit ihm aus der Verbannung zurück.

### Zeit als Kronprinz

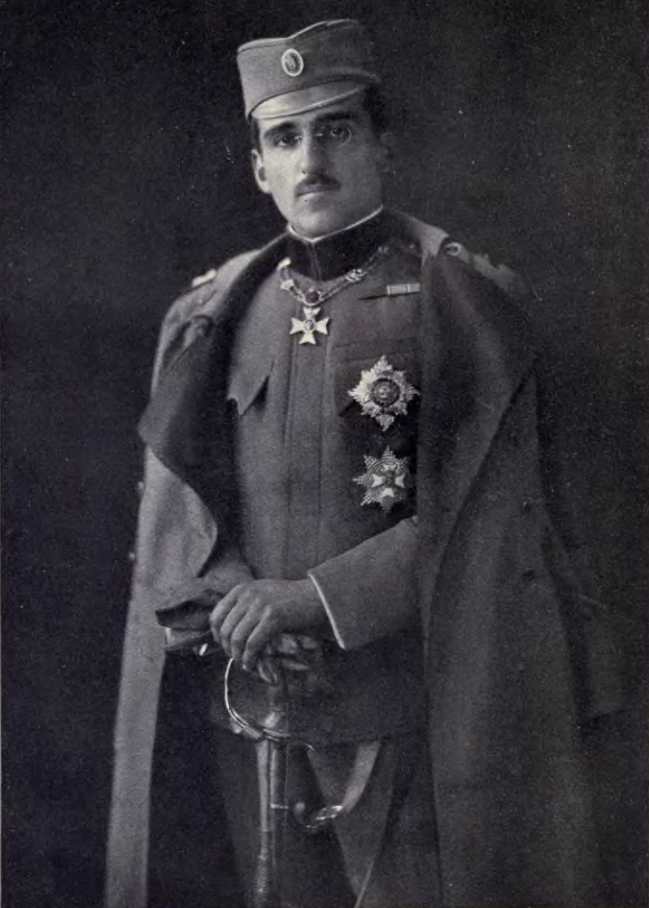
Alexander als Prinzregent (1916)

Am 27. März 1909 wurde Alexanders älterer Bruder Georg für geisteskrank erklärt und seiner Thronfolgerechte zugunsten seines jüngeren Bruders enthoben.
Als Oberbefehlshaber der serbischen 1. Armee nahm Kronprinz Alexander 1912/13 an den beiden Balkankriegen teil.
Als sich Peter I. aufgrund von Krankheit von der Führung der Amtsgeschäfte zurückzog, wurde Alexander am 24. Juni 1914 zum Prinzregenten und damit zum amtierenden Stellvertreter des Vaters ernannt, der jedoch den Königstitel behielt. In dieser Eigenschaft war Alexander während des Ersten Weltkriegs nomineller Oberbefehlshaber der serbischen Streitkräfte, überließ die strategische Kriegsführung jedoch dem jeweiligen Generalstabschef (u. a. Radomir Putnik, Petar Bojović und Živojin Mišić). 1915 verlegte die serbische Regierung ihren Sitz ins Exil auf die griechische Insel Korfu, da das Land selbst von österreichisch-ungarischen Truppen besetzt war. Erst gegen Ende des Ersten Weltkrieges kehrte die serbische Regierung 1918 nach Belgrad zurück.
1917 wagte es Prinzregent Alexander, den Putschführer von 1903 und einflussreichen militärischen Geheimdienstchef Oberst Dragutin Dimitrijević (genannt Apis) als Verräter verurteilen und hinrichten zu lassen. Damit wurde ein gefährlicher politischer Rivale beseitigt, der 1914 auch die Ermordung des österreichisch-ungarischen Thronfolgers Franz Ferdinand von Belgrad aus organisiert hatte.
Am 1. Dezember 1918 proklamierte Alexander in Belgrad die Vereinigung Serbiens mit den südslawischen Ländern Österreich-Ungarns zum Königreich der Serben, Kroaten und Slowenen. Gleichzeitig trat er als Regent zurück und übergab seinem Vater König Peter erneut die Amtsgeschäfte. Allerdings blieb der Kronprinz politisch weiterhin sehr einflussreich.
Die Innenpolitik des neuen Staates war von wachsenden Konflikten zwischen den Nationalitäten gekennzeichnet. Während von serbischer Seite der neue Staat als eine direkte Fortsetzung des Königreiches Serbien betrachtet wurde und eine zentralistische Verfassung befürwortet wurde, verlangten Kroaten und Slowenen eine größere Autonomie der einzelnen Teilgebiete. Die Kroatische Bauernpartei unter Stjepan Radić lehnte zunächst die monarchische Staatsform als solche ab, ebenso die Kommunistische Partei Jugoslawiens, die jedoch bald verboten wurde.

### Herrschaft
Nach dem Tod seines Vaters am 16. August 1921 wurde Alexander als Alexander I. zum zweiten König der Serben, Kroaten und Slowenen.

Monogramm Alexanders I.

Im Gegensatz zu seinem Vater, der sich vor dem Krieg weitgehend aus der Tagespolitik herausgehalten hatte und dadurch im Königreich Serbien die Herausbildung eines parlamentarischen Regierungssystems ermöglicht hatte, mischte sich Alexander von Anfang an unmittelbar in die Regierungspolitik ein. Dabei trat er ebenso wie die führenden serbischen Politiker für eine zentralistische und monarchische Staatsordnung ein, wie sie durch die Verfassung vom 28. Juni 1921 festgeschrieben wurde. Gleichzeitig versuchte er jedoch auf deren Kosten, seine eigene Machtposition auszubauen und dazu die Stellung der wichtigsten serbischen Partei, der vom mehrmaligen Ministerpräsidenten Nikola Pašić geleiteten Radikalen Partei, zu schwächen. Dabei stützte er sich vor allem auf Kreise des serbischen Offizierskorps, mit denen er aus seiner Armeezeit persönlich bekannt war und die auch als Kamarilla bezeichnet wurden.
In der Außenpolitik strebte Alexander Allianzen mit Frankreich sowie mit Rumänien und der Tschechoslowakei an, um die nach dem Ersten Weltkrieg entstandene internationale Ordnung in Ostmittel- und Südosteuropa und damit letztlich den Fortbestand seines erst 1918 entstandenen Reiches gegen mögliche Revisionsbestrebungen zu sichern. Diese führte 1921 zur Bildung der Kleinen Entente (Königreich der Serben, Kroaten und Slowenen, Rumänien und Tschechoslowakei).

#### Königsdiktatur
Aufgrund der politischen Gegensätze sowohl zwischen zentralistischen und föderalistischen Kräften als auch unter meist regierenden Zentralisten selbst kam während der 1920er Jahre keine stabile von einer parlamentarischen Mehrheit getragene Regierung zustande. Nachdem der Vorsitzende der Kroatischen Bauernpartei und Oppositionsführer Stjepan Radić 1928 von dem aus Montenegro stammenden serbisch-nationalistischen Abgeordneten Puniša Račić im Belgrader Parlament erschossen worden war, weigerten sich die oppositionellen kroatischen Abgeordneten, weiter an den Parlamentssitzungen teilzunehmen, und es wurden zunehmend Stimmen laut, die den Fortbestand der bestehenden Staatsordnung infrage stellten.

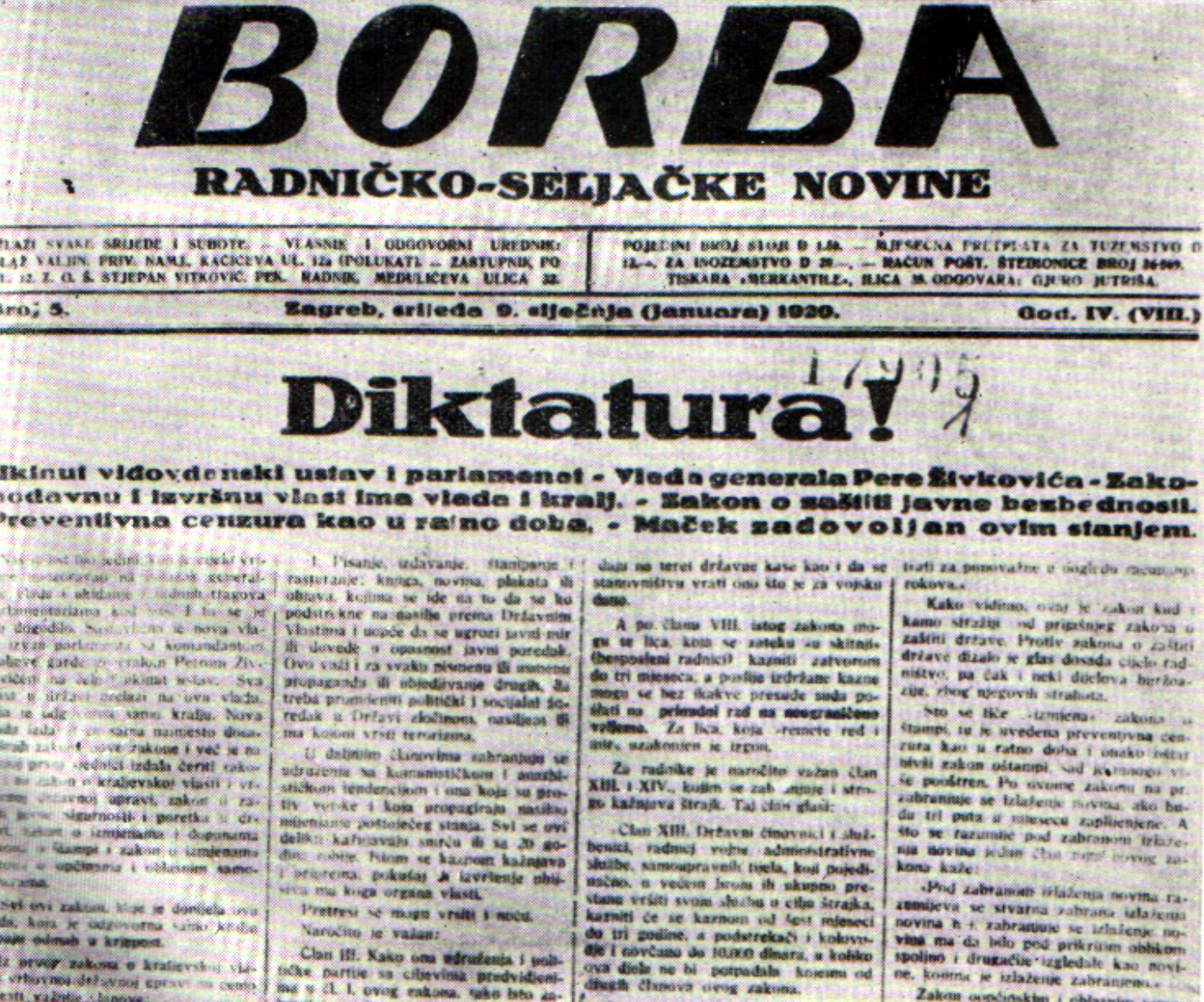
Artikel in der kommunistischen Parteizeitung Borba gegen die Einführung von Alexanders Königsdiktatur

In dieser Situation führte Alexander I. am 6. Januar 1929 einen Staatsstreich durch. Er suspendierte die Verfassung von 1921, löste das Parlament auf und proklamierte die Königsdiktatur. Die neue Regierung setzte sich zunächst weitgehend aus seinen persönlichen Vertrauten zusammen. Schließlich verfügte er am 3. Oktober 1929 die Umbenennung des Staates in Kraljevina Jugoslavija (Königreich Jugoslawien). Im Rahmen einer Verwaltungsreform wurde das Land in Banovine (Banschaften) aufgeteilt, die die Grenzen der historischen Landesteile bewusst überschnitten und nach dem Vorbild der französischen Départements nach Flüssen benannt wurden. Die Verwendung der Volksbezeichnungen (Serben, Kroaten und Slowenen) zu politischen Zwecken wurde verboten, alle Einwohner sollten sich in Zukunft nur noch als „Jugoslawen“ betrachten.

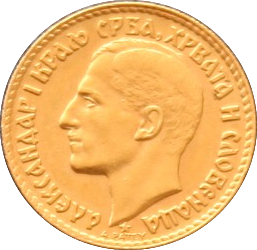
20 Dinar Goldmünze von 1925 mit dem Konterfei Alexander I.

Alexander I. rechtfertigte sein Vorgehen damit, dass er die Einheit des Staates habe retten müssen, wozu sich die Politiker der traditionellen Parteien als unfähig erwiesen hätten.
Die Einführung der Königsdiktatur traf zunächst auf keinen unmittelbaren Widerstand. Auch die föderalistische Opposition wartete zunächst die weitere Entwicklung ab, da sie mit der Außerkraftsetzung der zentralistischen Verfassung von 1921, die sie stets bekämpft hatte, durchaus einverstanden war. Nachdem sich jedoch abzeichnete, dass Alexander die zentralistische Staatsordnung beibehalten und vorwiegend mit Hilfe serbischer Offiziere regieren wollte, traf er vor allem unter den Kroaten auf wachsenden Widerstand. Während die Kroatische Bauernpartei unter ihrem neuen Vorsitzenden Vladko Maček für friedliche Opposition im Inneren eintrat, gründete Ante Pavelić, vorher Vorsitzender einer ultranationalistischen kroatischen Splitterpartei, im italienischen Exil die Ustascha-Bewegung und rief zum gewaltsamen Umsturz in Jugoslawien auf. Er wurde dabei vom italienischen Diktator Mussolini unterstützt, der an einer Schwächung Jugoslawiens interessiert war, das er als Rivalen um die Vormacht an der Adria ansah. Die Ustascha führte zunächst einzelne Anschläge durch und versuchte dann 1932 bis 1933 einen regelrechten Aufstand zu beginnen, was jedoch aufgrund mangelnder Unterstützung aus der Bevölkerung fehlschlug. Die Regierung reagierte auf die Aktivitäten der Ustascha mit der gewaltsamen Unterdrückung jedes potentiellen Widerstandes. Dabei wurden auch mehrere nicht an den terroristischen Aktivitäten beteiligte Oppositionelle, unter anderem Milan Šufflay, von Agenten des jugoslawischen Geheimdienstes ermordet, was internationale Proteste nach sich zog.
1931 verkündete Alexander I. eine neue Verfassung. Die Teilnahme an den folgenden Parlamentswahlen war jedoch nur Parteien gestattet, die im ganzen Land Kandidaten aufstellen konnten, und die stärkste Partei wurde bei der Mandatsvergabe deutlich bevorzugt. Von Seiten der Regierung wurde eine jugoslawische Einheitspartei gegründet, an der sich neben einem Teil Angehöriger der alten serbischen Parteien auch einige führende Politiker der Slowenen und der bosnischen Muslime beteiligten, während die Kroatische Bauernpartei als weitaus größte kroatische politische Kraft in der Opposition verblieb. Da eine landesweite oppositionelle Liste nicht zustande kam, wurden die ersten Parlamentswahlen unter der neuen Verfassung zu einer Farce. Faktisch vereinigten Alexander I. und die ihn stützenden Kreise des Militärs weiterhin sämtliche Gewalt im Staat in ihren Händen.

### Attentat und Tod

Grab Alexanders I. in der St. Georgs-Kirche auf dem Oplenac

Um das Regime zu stürzen, plante die Ustascha-Bewegung unter Ante Pavelić in Zusammenarbeit mit der IMRO und vermutlich mit Unterstützung des italienischen Auslandsgeheimdienstes die Ermordung Alexanders. Zu diesem Zweck entsandte sie mehrere Mordkommandos nach Frankreich, wo Alexander für einen Staatsbesuch erwartet wurde.
Am 9. Oktober 1934 besuchte der König Marseille. Obwohl die französische Polizei und das jugoslawische Konsulat den König vor einem möglichen Attentat warnten, wollte Alexander den Besuch wie geplant durchführen. So verließ er gegen 16 Uhr den im Hafen liegenden Zerstörer Dubrovnik und traf an Land den französischen Außenminister Louis Barthou. Zusammen mit Barthou und dem französischen General Alphonse Georges nahm er im Fond eines Landaulets mit geöffnetem Verdeck Platz.
Der Wagen hatte erst 100 Meter im Schritttempo zurückgelegt, als es zum Mordanschlag kam. Der bulgarische Attentäter Wlado Tschernosemski erschoss den König und den Außenminister, bevor er von einem französischen Offizier mit einem Säbelhieb schwer verwundet wurde. Er starb noch am selben Abend an seinen zahlreichen Verletzungen, die ihm durch wütende Zuschauer und Polizisten zugefügt wurden.
Alexander I. starb wenige Minuten nach dem Attentat in der Präfektur von Marseille. Bei der gerichtsmedizinischen Untersuchung der Leiche Alexanders wurde festgestellt, dass der König durch einen Schuss in den Rücken starb. Es wird daher nicht ausgeschlossen, dass er durch eine Kugel eines seiner eigenen Leibwächter getötet wurde. Er wurde nach Serbien überführt und in der St. Georgs-Kirche auf dem Oplenac in Topola beigesetzt.
Der Mordanschlag auf Alexander I. wurde nahezu vollständig gefilmt. Der Kameramann von Fox Movietone schaltete die Kamera an, als die ersten Schüsse fielen (von insgesamt etwa 10). Der Wagen kam nah vor dieser Kamera zum Stehen.
Die französische Regierung wollte keinen offenen Konflikt mit Italien und übte daher starken Druck auf die jugoslawische Regierung aus. Sie erreichte damit, dass die Königswitwe auf ihre Nebenklage im Prozess gegen die gefassten Mittäter des Attentäters verzichtete.
Da sein Sohn Peter II. noch minderjährig war, übernahm Pavle Karađorđević, der einzige Sohn von Aren Karađorđević, dem jüngeren Bruder von Alexanders Vater Peter I., als Regent die Leitung des jugoslawischen Königreiches. Peter II. wurde kurz vor dem Überfall des Deutschen Reiches auf Jugoslawien im April 1941 für volljährig erklärt und übernahm die Amtsgeschäfte, bis er ins Exil fliehen musste. Er war der letzte König von Jugoslawien.

## Ehe und Nachkommen

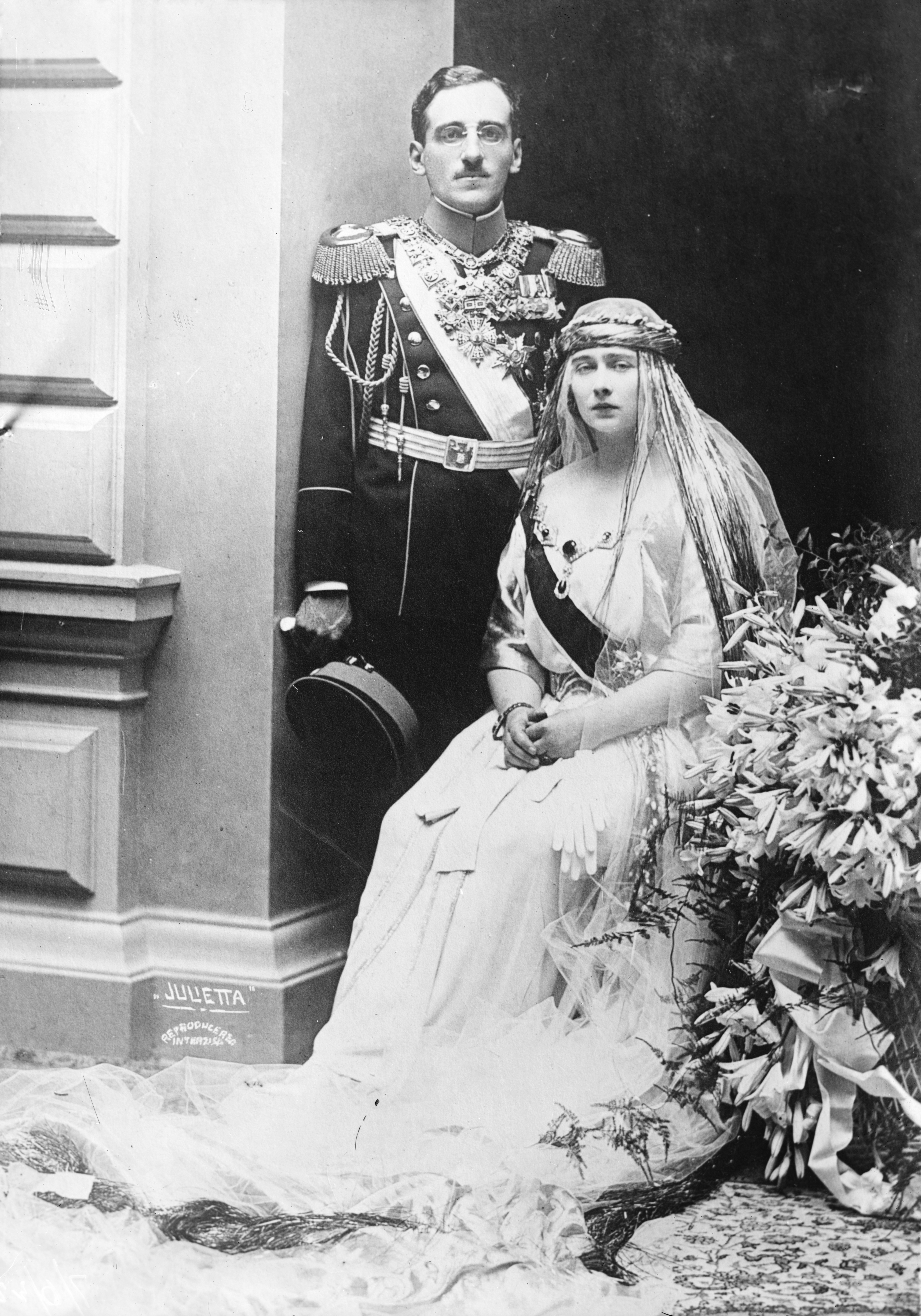
Alexander mit Ehefrau Maria (1922)

Am 8. Juni 1922 heiratete er Maria von Rumänien, eine Tochter des rumänischen Königs Ferdinand I. aus dem Haus Hohenzollern-Sigmaringen und dessen Gemahlin Marie von Edinburgh.
Aus der Verbindung gingen drei Nachkommen hervor:
- Peter (1923–1970), als Peter II. ⚭ Alexandra von Griechenland
- Tomislav (1928–2000) ⚭ Margarete von Baden
- Andreas (1929–1990) ⚭ Christina Margarethe von Hessen-Kassel

## Gedenken
Die König-Alexander-Brücke in Belgrad ist nach ihm benannt.